# پله کلمنت
پله کلمنت (انگلیسی: Pelle Clement؛ زادهٔ ۱۹ مهٔ ۱۹۹۶) بازیکن فوتبال اهل پادشاهی هلند است.
از باشگاه‌هایی که در آن بازی کرده است می‌توان به باشگاه فوتبال ردینگ و باشگاه فوتبال یانگ آژاکس اشاره کرد.
وی همچنین در تیم‌های ملی فوتبال زیر ۱۹ سال هلند، زیر ۱۹ سال هلند، و زیر ۲۱ سال هلند بازی کرده است.